# 世にも奇妙な物語 夏の特別編 (2022年)
『世にも奇妙な物語 夏の特別編』は、（よにもきみょうなものがたり なつのとくべつへん）は、2022年6月18日（土曜）21:00 - 23:10にフジテレビ系「土曜プレミアム」で放送された『世にも奇妙な物語』の特別編。

## オトドケモノ

### あらすじ
- あらすじ#世にも奇妙な物語 '22夏の特別編を参照。

### 出演者
- 山辺タクヤ - 北山宏光[2]
- 山辺ゆかり - 小島藤子
- 配達のお姉さん - 樋口日奈
- 塚本良雄 - 綾田俊樹
- さおり - 三木美加子
- 男 - 金原泰成
- オンライン上の女 - みゃこ
- ミャオ - ハナちゃん
- ヤス - 井上景太
- 森野仁一 - 松倉央美
- 伊東あずさ - 神沢有紗

### スタッフ
- 原作 - 「オトドケモノ」オクスツネハル（集英社「少年ジャンプ＋」掲載）[3]
- 脚本 - 荒木哉仁
- 演出 - 淵上正人
- 編成・企画 - 渡辺恒也、狩野雄太
- プロデュース - 中村亮太

## 何だかんだ銀座

### あらすじ
- あらすじ#世にも奇妙な物語 '22夏の特別編を参照。

### 出演者
- 銀座のお金持ち - 有田哲平（くりぃむしちゅー）[1]
- 羽鳥昭夫 - 東根作寿英
- 羽鳥美津子 - 紺野まひる
- 羽鳥祐介 - 岩田琉聖（22歳時：松田悠我）
- 明美 - 伊礼姫奈
- 石井 - 渋江譲二
- 成城のお金持ち - 大桑マイミ
- 六本木のお金持ち - うえきやサトシ
- 神谷 - 齋藤勇真
- 走るお金持ち - 岡野雅行
- 飼い主 - 倉敷保雄

### スタッフ
- 原作 - 村崎羯諦「何だかんだ銀座」（小学館文庫『余命3000文字』収載）
- 脚本 - 相馬光
- 編成企画 - 渡辺恒也、狩野雄太
- プロデュース - 中村亮太
- 演出 - 植田泰史

## メロディに乗せて

### あらすじ
- あらすじ#世にも奇妙な物語 '22夏の特別編を参照。

### 出演者
- 村野叶海 - 生田絵梨花[4]
- 進藤充 - 稲葉友
- 三上秀夫 - 金剛地武志
- 佐久間博 - 濱津隆之
- 山田隆 - 三浦獠太
- 社長 - 山中敦史
- 部長 - 高須賀浩司
- 課長 - 小川智弘
- 若者 - 尾崎尉二
- 救急隊員 - 木村龍
- 警察 - 齋賀正和
- 社員 - 大西けんけん
- 店員 - 内海誠子

### スタッフ
- 脚本：天本絵美
- 編成企画：渡辺恒也、狩野雄太
- プロデュース：中村亮太
- 演出：城宝秀則

## 電話をしてるふり

### あらすじ
- あらすじ#世にも奇妙な物語 '22夏の特別編を参照。

### 出演者
- 川崎望 - 山本美月[5]（幼少期A：池村咲良、幼少期B：池村碧彩）
- 望の母 - 森口瑤子
- 望の父 - 神尾佑
- ナンパ男 - 土佐和成
- 女友人A - 小牧那凪
- 女友人B - あいだあい
- 同僚A - 後藤龍馬
- 同僚B - 外山史織
- おじさんA - 山下ケイジ
- おじさんB - 小池誠徳

### スタッフ
- 原作 - バイク川崎バイク「電話をしてるふり」（ヨシモトブックス「BKBショートショート小説集 電話をしてるふり」所収）
- 脚本 - 天本絵美
- 演出 - 吉村慶介
- 編成企画 - 渡辺恒也、狩野雄太
- プロデュース - 中村亮太